# Tenseur antisymétrique
En mathématiques et physique théorique, un tenseur est antisymétrique pour les indices i et j si son signe est interchangé lorsqu'on inverse 2 indices :
{\displaystyle T_{ijk\dots }=-T_{jik\dots }}
Un tenseur antisymétrique est un tenseur possédant 2 indices pour lesquels il est antisymétrique. Si un tenseur change de signe dès que 2 indices quelconques sont inversés, alors ce tenseur est dit complètement antisymétrique et est aussi nommé forme différentielle.
Un tenseur A qui est antisymétrique pour les indices i et j possède la propriété que sa contraction avec un tenseur B, symétrique pour les indices i et j, est identiquement nulle.
Pour un tenseur quelconque U avec comme composants {\displaystyle U_{ijk\dots }} avec une paire d'indice i et j, U possède une partie symétrique et antisymétrique définies par :
{\displaystyle U_{(ij)k\dots }={\frac {1}{2}}(U_{ijk\dots }+U_{jik\dots })} (partie symétrique)
{\displaystyle U_{[ij]k\dots }={\frac {1}{2}}(U_{ijk\dots }-U_{jik\dots })} (partie antisymétrique)
Des conditions similaires peuvent être données pour d'autres paires d'indices. Le terme « partie » suggère qu'un tenseur est la somme de ses parties symétrique et antisymétrique pour une paire d'indices donnée, comme dans {\displaystyle U_{ijk\dots }=U_{(ij)k\dots }+U_{[ij]k\dots }}
Un tenseur antisymétrique particulièrement important en physique est le tenseur de Faraday F en électromagnétisme. 